# Туфиландия

Туфиландия на карте штата.

Туфиландия (порт. Tufilândia) — муниципалитет в Бразилии, входит в штат Мараньян. Составная часть мезорегиона Запад штата Мараньян. Входит в экономико-статистический микрорегион Пиндаре. Население составляет 5596 человек на 2010 год. Занимает площадь 271,007 км². Плотность населения — 20,65 чел./км².

## Демография
Согласно сведениям, собранным в ходе переписи 2010 г. Национальным институтом географии и статистики (IBGE), население муниципалитета составляет:
| Полное население                               | Полное население                               | Полное население                               | Полное население                               | 5596  |
| ---------------------------------------------- | ---------------------------------------------- | ---------------------------------------------- | ---------------------------------------------- | ----- |
| в том числе:                                   | Городское население                            | 2732                                           | Процент городского населения, %                | 48,82 |
|                                                | Сельское население                             | 2864                                           | Процент сельского населения, %                 | 51,18 |
|                                                | Мужское население                              | 2857                                           | Процент мужского населения, %                  | 51,05 |
|                                                | Женское население                              | 2739                                           | Процент женского населения, %                  | 48,95 |
| Плотность населения, чел/км²                   | Плотность населения, чел/км²                   | Плотность населения, чел/км²                   | Плотность населения, чел/км²                   | 20,65 |
| Население муниципалитета в % к населению штата | Население муниципалитета в % к населению штата | Население муниципалитета в % к населению штата | Население муниципалитета в % к населению штата | 0,09  |

По данным оценки 2016 года, население муниципалитета составляет 5716 жителей.

## Статистика
- Валовой внутренний продукт на 2003 год составляет 7 861 757,00 реалов (данные: Бразильский институт географии и статистики).
- Валовой внутренний продукт на душу населения на 2003 год составляет 1426,56 реалов (данные: Бразильский институт географии и статистики).
- Индекс развития человеческого потенциала на 2000 год составляет 0,521 (данные: Программа развития ООН).